# Perception (jeu vidéo)
Pour les articles homonymes, voir Perception.
Perception, parfois stylisé en braille ⠏⠑⠗⠉⠑⠏⠞⠊⠕⠝, est un jeu vidéo appartenant au genre du survival horror, développé par The Deep End Games et édité par Feardemic. Le jeu est sorti pour la première fois sur Windows le 30 mai 2017.

## Système de jeu
Le joueur suit l'histoire de Cassie Thornton, une femme aveugle ne percevant son environnement que par écholocalisation, et qui a décidé d'explorer une propriété abandonnée qui la tourmente dans ses rêves.
Le personnage ne peut pas attaquer.

## Développement
L'équipe de développement de Perception est constituée de plusieurs anciens membres d'Irrational Games ayant travaillé sur la série BioShock.